# Damětice
Damětice jsou malá vesnice, část obce Frymburk v okrese Klatovy v Plzeňském kraji. Nachází se asi 1,5 kilometru západně od Frymburku. Je zde evidováno 9 adres. V roce 2011 zde trvale žilo devatenáct obyvatel.
Damětice jsou také název katastrálního území o rozloze 1,94 km².

## Historie
První písemná zmínka o vesnici pochází z roku 1406.

## Obyvatelstvo
| Rok            | 1869 | 1880 | 1890 | 1900 | 1910 | 1921 | 1930 | 1950 | 1961 | 1970 | 1980 | 1991 | 2001 | 2011 | 2021 |
| -------------- | ---- | ---- | ---- | ---- | ---- | ---- | ---- | ---- | ---- | ---- | ---- | ---- | ---- | ---- | ---- |
| Počet obyvatel | 68   | 83   | 93   | 73   | 76   | 64   | 39   | 47   | 40   | 26   | 27   | 21   | 24   | 19   | 17   |
| Počet domů     | 10   | 10   | 11   | 11   | 11   | 10   | 11   | 10   | 10   | 8    | 8    | 8    | 9    | 9    | 9    |

## Obecní správa
Při sčítání lidu v letech 1850–1975 Damětice byly osadou obce Frymburk, se kterým patřily nejprve do okresu Sušice, ale od roku 1950 v okrese Klatovy. Od 1. ledna 1976 do 30. června 1980 byly částí obce Nezamyslice v okrese Klatovy. Od 1. července 1980 do 31. prosince 1991 byly částí obce Žichovice v okrese Klatovy. Od 1. ledna 1992 jsou opět částí obce Frymburk v okrese Klatovy.

## Galerie

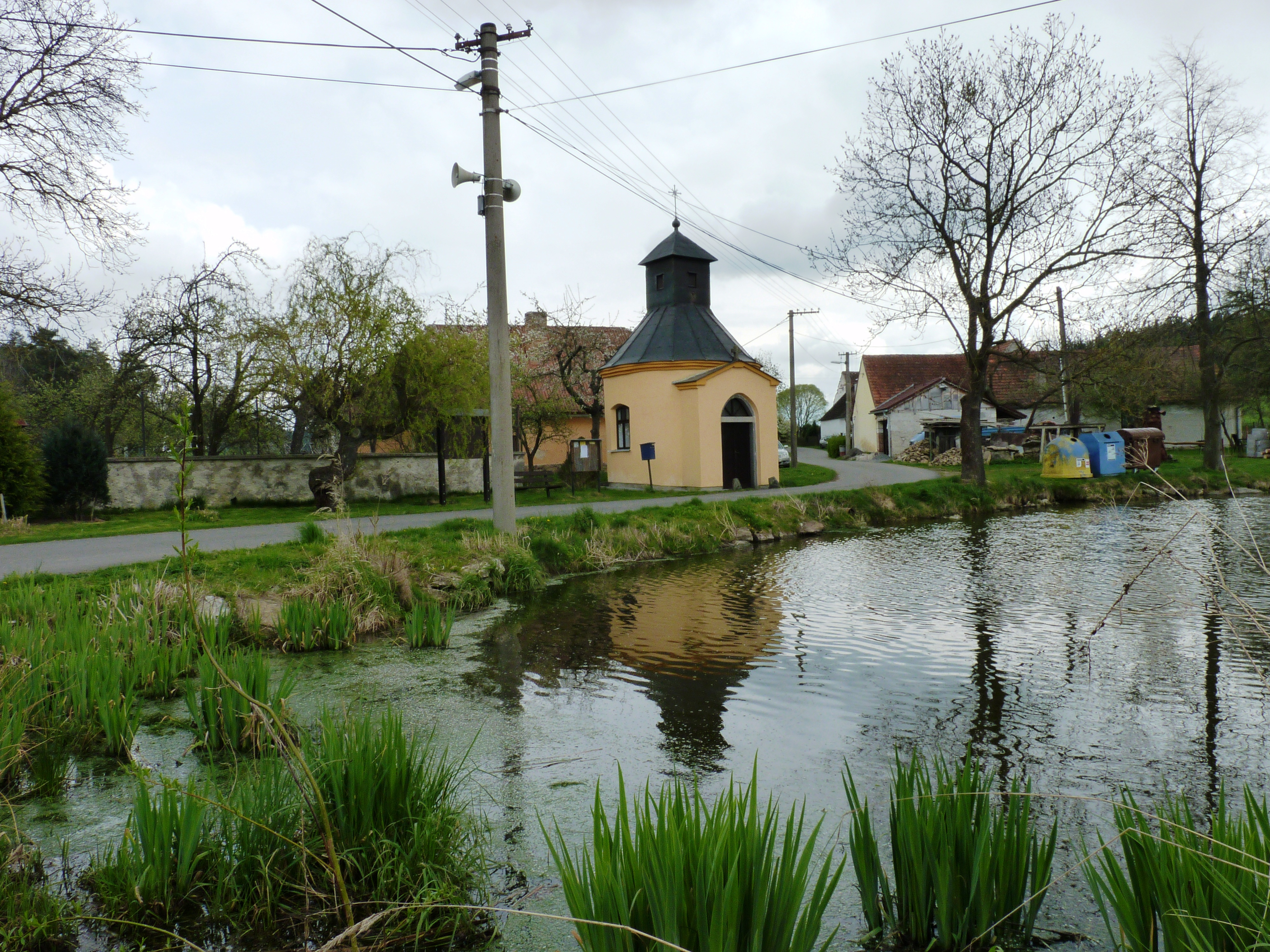
Kaple s rybníkem
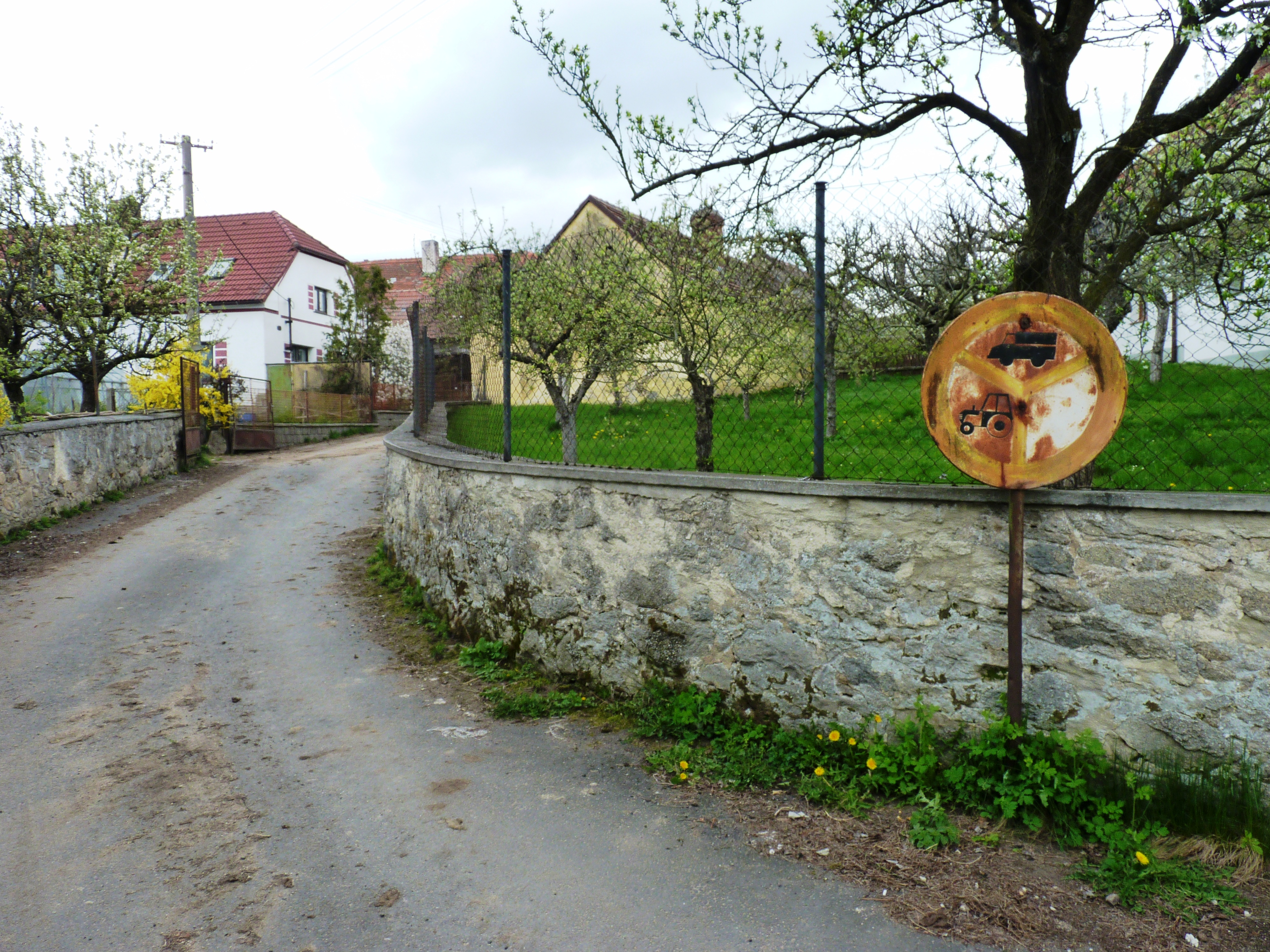
Ulička v obci
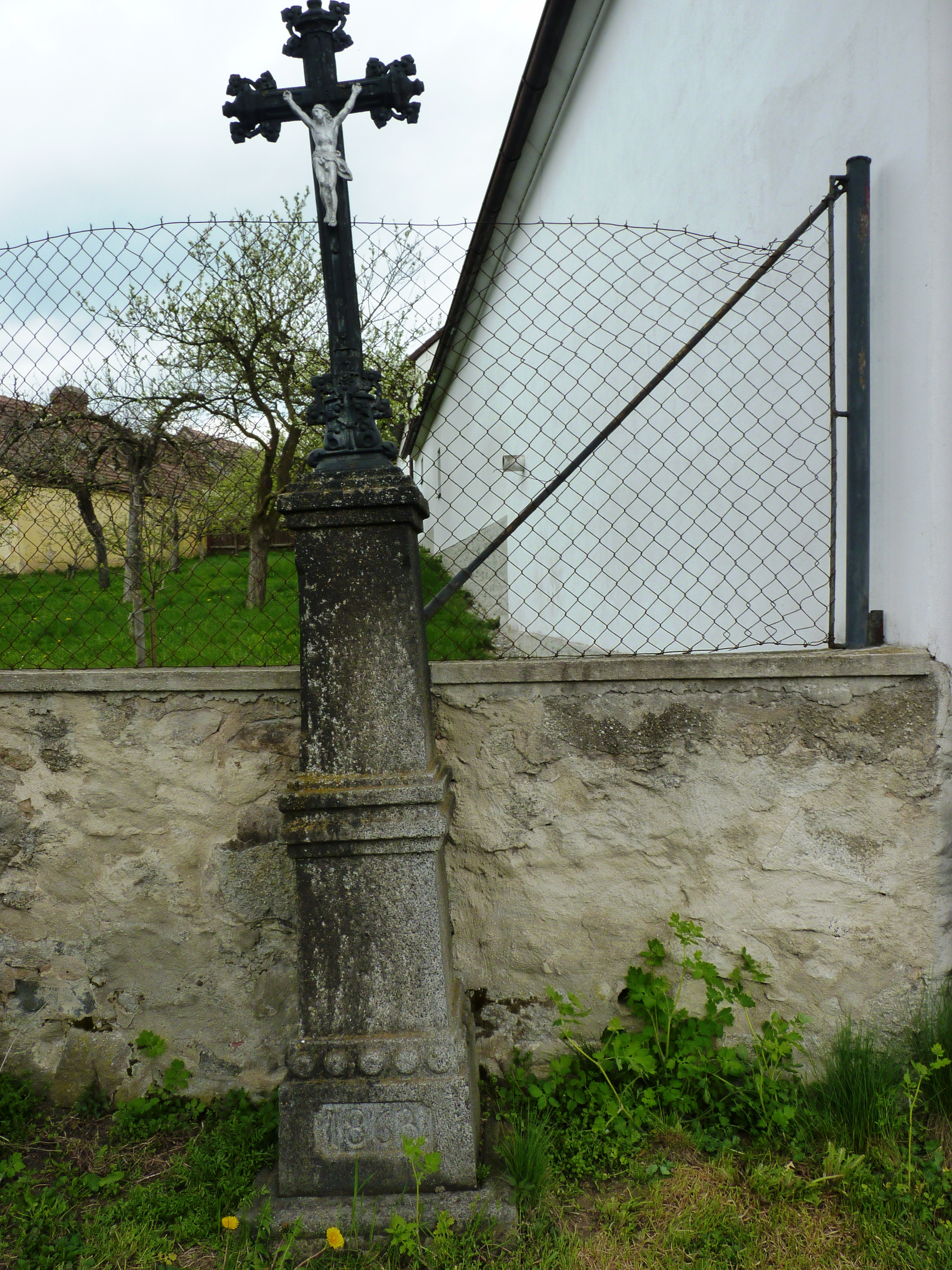
Kříž